# Adrianus Johannes Dresmé

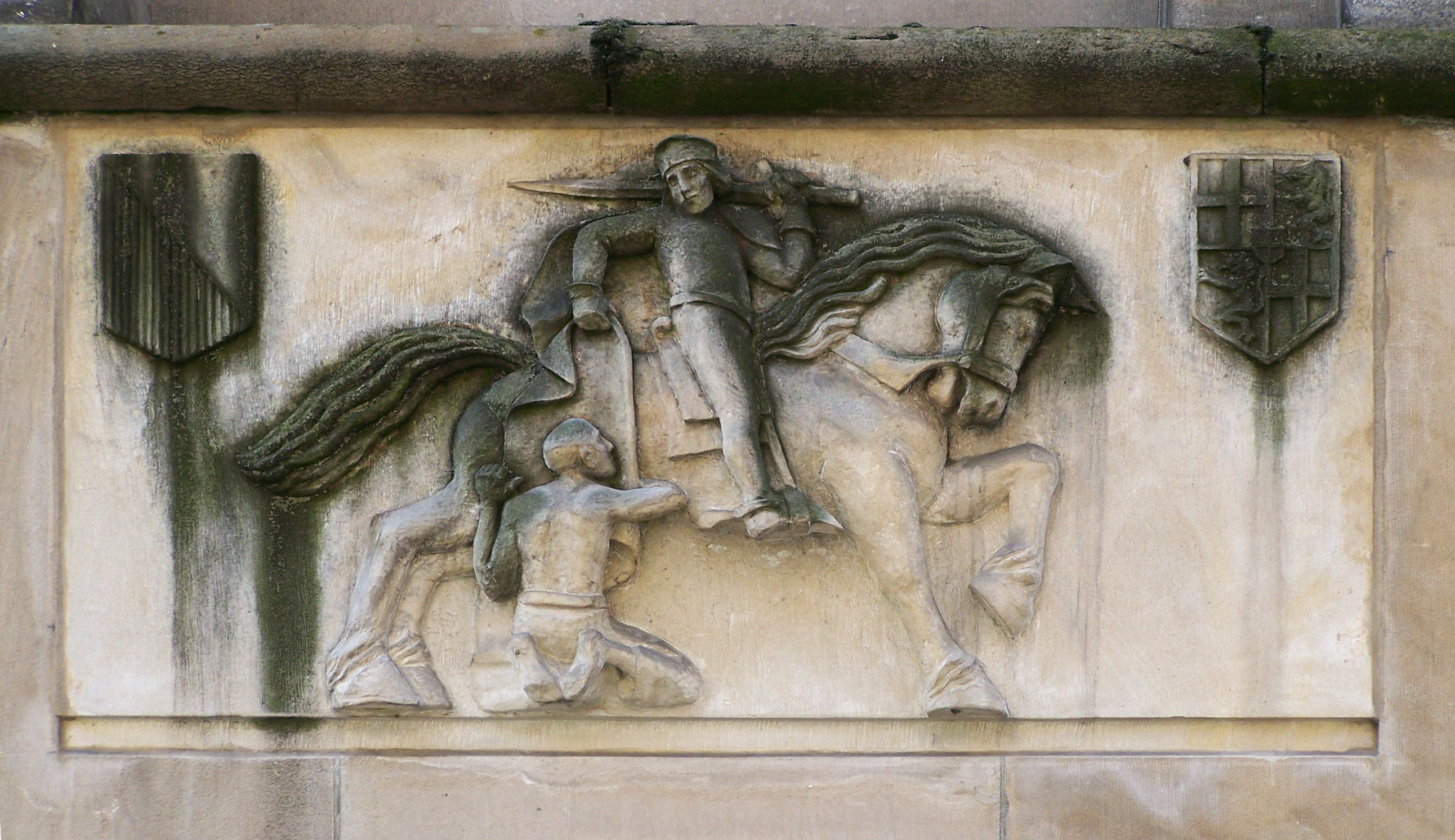
Sint-Maarten, naar een ontwerp van Albert Termote, Utrecht (kopie 2002)

Adrianus Johannes Dresmé (Utrecht, 24 juni 1876 - Utrecht, 6 april 1961) was een Nederlandse beeldhouwer.

## Leven en werk
Dresmé was een leerling van Joseph Mendes da Costa en Friedrich Wilhelm Mengelberg. Dresmé gaf zelf les aan onder meer Jo Uiterwaal en zijn zoon Albert Dresmé. Hij woonde en werkte in Utrecht. Hij overleed in zijn geboorteplaats en werd begraven op de rooms-katholieke begraafplaats in De Bilt.

## Werken (selectie)
- Gevelsteen Sint-Maarten (ontwerp Albert Termote), Choorstraat, Utrecht
- Gevelsteen In 't Cruis van Malta (1933)[2], Zadelstraat, Utrecht